# 아이재아 토드

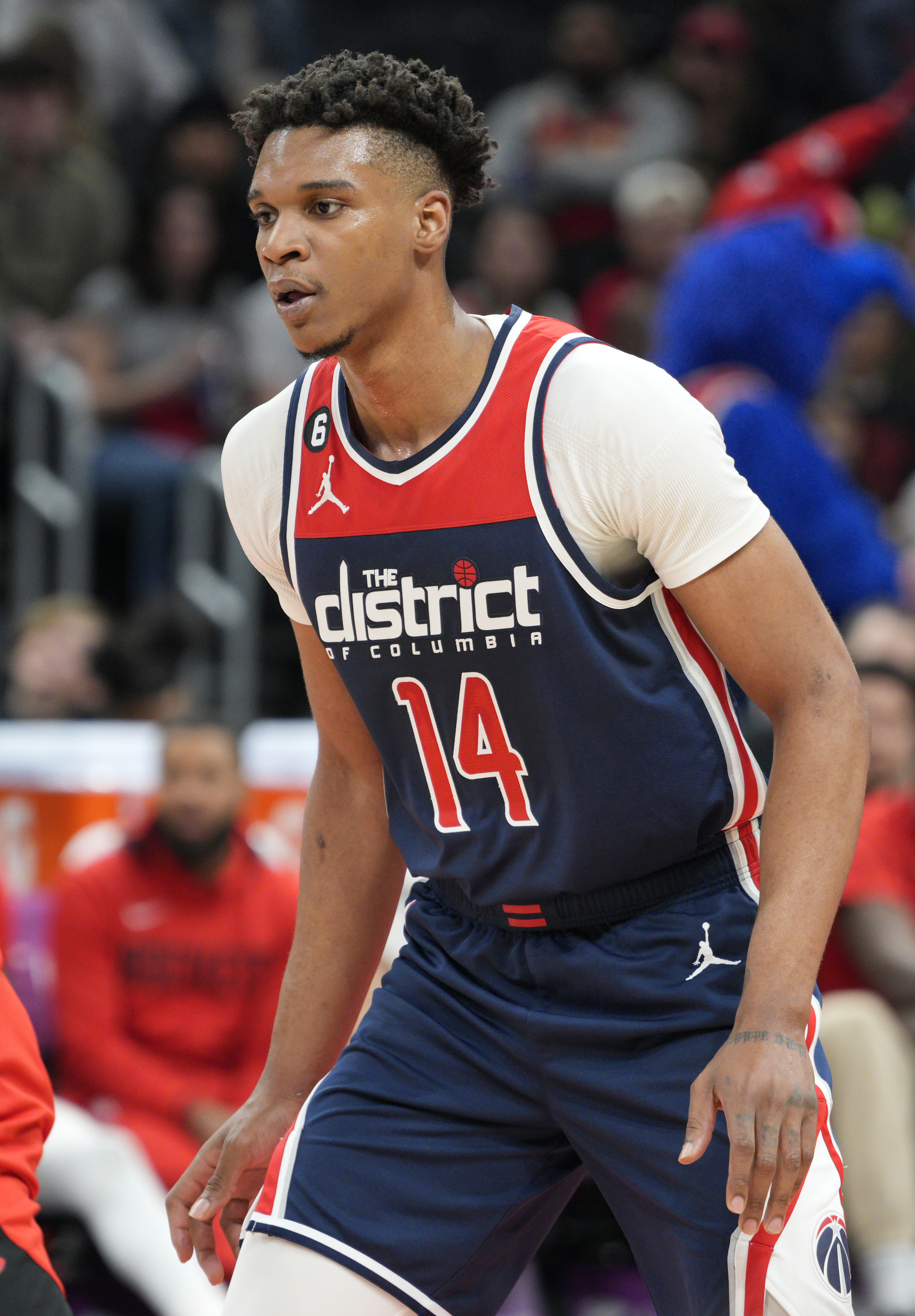

아이재아 토드(Isaiah Todd, 2001년 10월 17일 ~ )는 NBA G 리그의 NBA G 리그 이그나이트에서 마지막으로 뛰었던 미국 프로 농구 선수이다. 합의된 5성급 신입 선수이자 2020년 클래스 최고의 파워 포워드 중 한 명이었다. 전 미시간 출신인 아이재아는 대학 자격을 포기하고 NBA G 리그 이그나이트와 계약한 역사상 최초의 선수가 되기로 결정했다. 노스캐롤라이나주 롤리에 있는 워드 오브 갓 크리스천 아카데미(Word of God Christian Academy)에서 고등학교 생활을 마쳤다.

## 프로 경력
- NBA G 리그 이그나이트(2020~2021)
- 워싱턴 위저즈(2021~2023)
- 이그나이트로 복귀(2023~2024)